# Hourstonius vilordes
Hourstonius vilordes är en kräftdjursart som först beskrevs av J. L. Barnard 1962.  Hourstonius vilordes ingår i släktet Hourstonius och familjen Amphilochidae. Inga underarter finns listade i Catalogue of Life.